# Sonno profondo (Fyfield)
Sonno profondo (titolo originale Deep Sleep) è un romanzo poliziesco del 1991 della scrittrice britannica Frances Fyfield, terzo romanzo della serie dedicata ad Helen West, avvocato del Crown Prosecution Service.

## Trama
Philip Carlton, detto Pip, è il farmacista di Herringbone Parade a Londra, marito devoto di Margaret e molto popolare fra tutti gli abitanti quartiere per le sue maniere gentili e la sua disponibilità.
Nella farmacia di Pip lavora come assistente la giovane ed avvenente Kim Perry, madre del piccolo Tom; da quando la donna si è separata dal marito - il sergente Duncan Perry della polizia metropolitana - madre e figlio vivono in un piccolo appartamento adiacente alla farmacia, appartenente al dottor Carlton. Per le piccole incombenze quotidiane sia il dottore sia Kim ricorrono all'aiuto di Daniel, giovane tossicodipendente, sempre in giro fra le strade del quartiere.
Quando Margaret muore improvvisamente nel sonno, Pip - che quella notte non era in casa - sembra distrutto, ma ha la forza di continuare a fare come sempre il suo lavoro. La polizia metropolitana interviene, ma non riscontra nulla di particolarmente sospetto, a parte piccole tracce di cloroformio sulla donna morta.
Helen West, compagna del sovrintendente Bailey ed avvocato della Procura della Corona, si risveglia in ospedale dopo una delicata operazione; in sua assenza si è accumulato molto lavoro e, dopo qualche giorno di convalescenza, Helen è pronta ad esaminare i nuovi casi, fra cui la morte di Margaret Carlton. alla fine

## Edizioni
- Frances Fyfield, Sonno profondo, traduzione di Diana Fonticoli, collana Il Giallo Mondadori, n. 2298, Arnoldo Mondadori Editore, 1993.